# Železniční trať Šumperk–Krnov
Železniční trať Šumperk–Krnov (v jízdním řádu pro cestující označena čísly 292 a 318) je trať spojující Šumperk a Krnov vedoucí přes hřebeny Jeseníků (Ramzovské sedlo) a jako peážní trať přes polské město Hlucholazy. Úsek Bludov – Šumperk je od roku 2009 elektrifikován. Provozovateli trati jsou Správa železnic a PKP Polskie Linie Kolejowe. Část trati mezi Hanušovicemi a Jeseníkem, zejména v okolí Horní Lipové, prochází členitým terénem a je proto nazývána Slezským Semmeringem. V železniční stanici v Horní Lipové se také nachází Muzeum Slezského Semmeringu.

## Železniční uzly
Šumperk, Hanušovice, Lipová Lázně, Mikulovice, Głuchołazy, Krnov

## Stanice a zastávky
- Šumperk (290, 291, 293)
- Bludov (291)
- Bludov lázně
- AHr. Bohutín
- Bartoňov
- Ruda nad Moravou
- Komňátka
- Bohdíkov
- Raškov
- Hanušovice Holba
- Hanušovice (025, 294)
- Potůčník
- Jindřichov na Moravě
- Nové Losiny
- Branná
- Ostružná
- Ramzová
- Horní Lipová
- Lipová Lázně (295)
- Lipová Lázně zastávka
- Jeseník
- Česká Ves
- Česká Ves bazén
- Písečná
- Hradec-Nová Ves
- Mikulovice – Mikulovice státní hranice (297)
- Ziegenhals Stadt (na ul. Powstańców Śląskich) – zastávka zrušena
- Głuchołazy (297)
- Pokrzywna – stanice zrušena
- Jindřichov ve Slezsku – Jindřichov ve Slezsku státní hranice
- Třemešná ve Slezsku (298)
- Město Albrechtice
- Linhartovy
- Krásné Loučky
- Krnov (Trať 310)

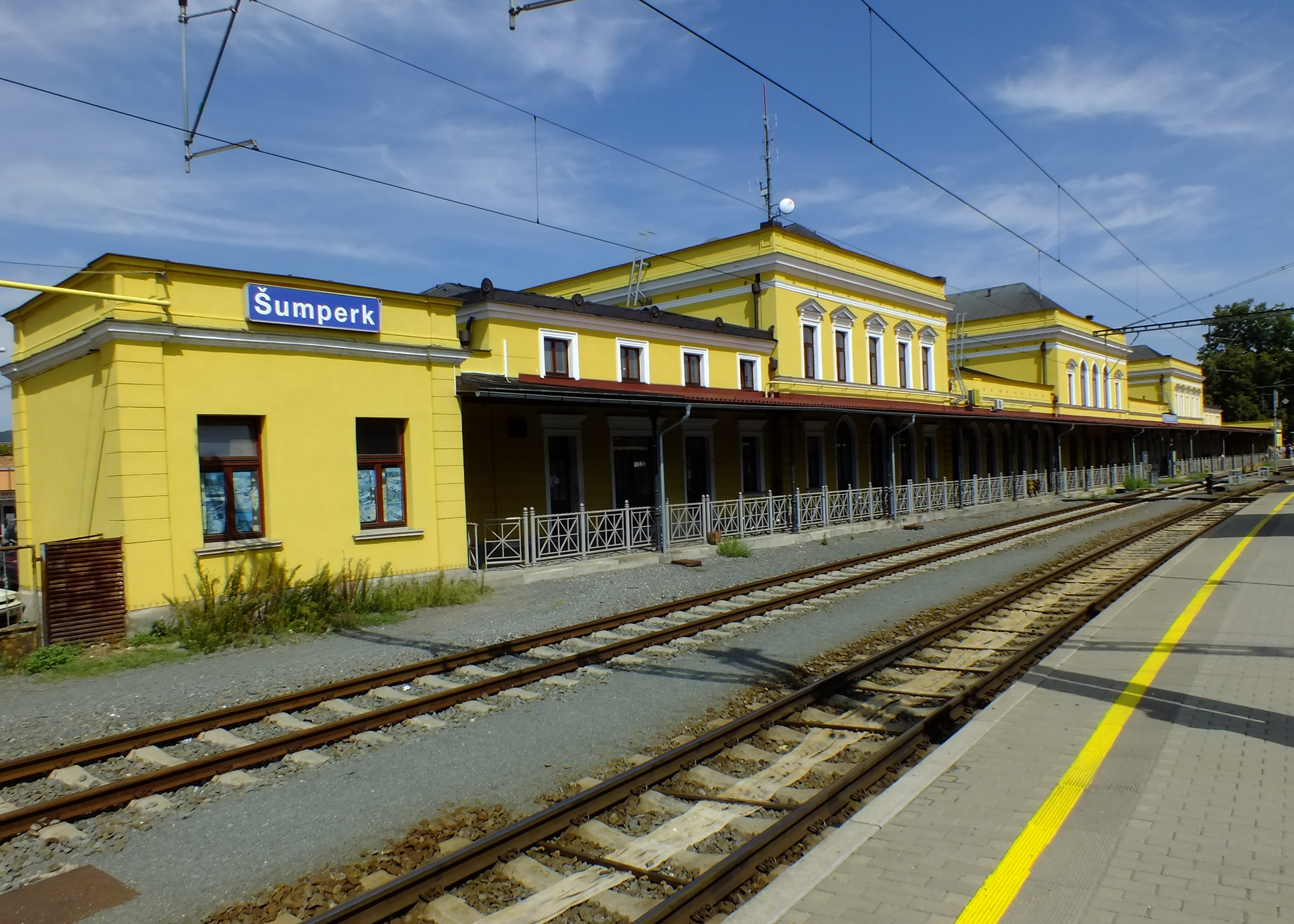
Šumperk
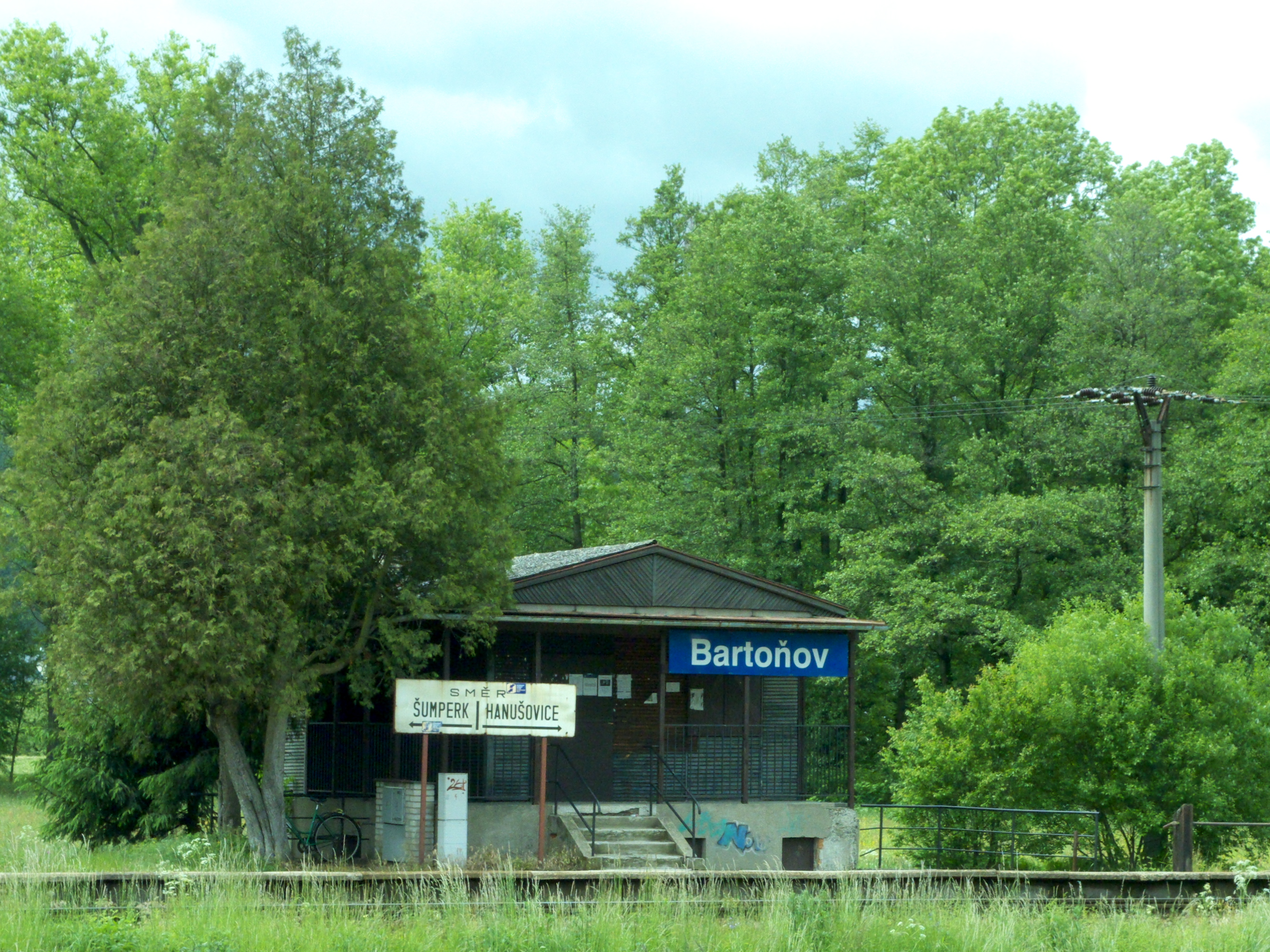
Bartoňov
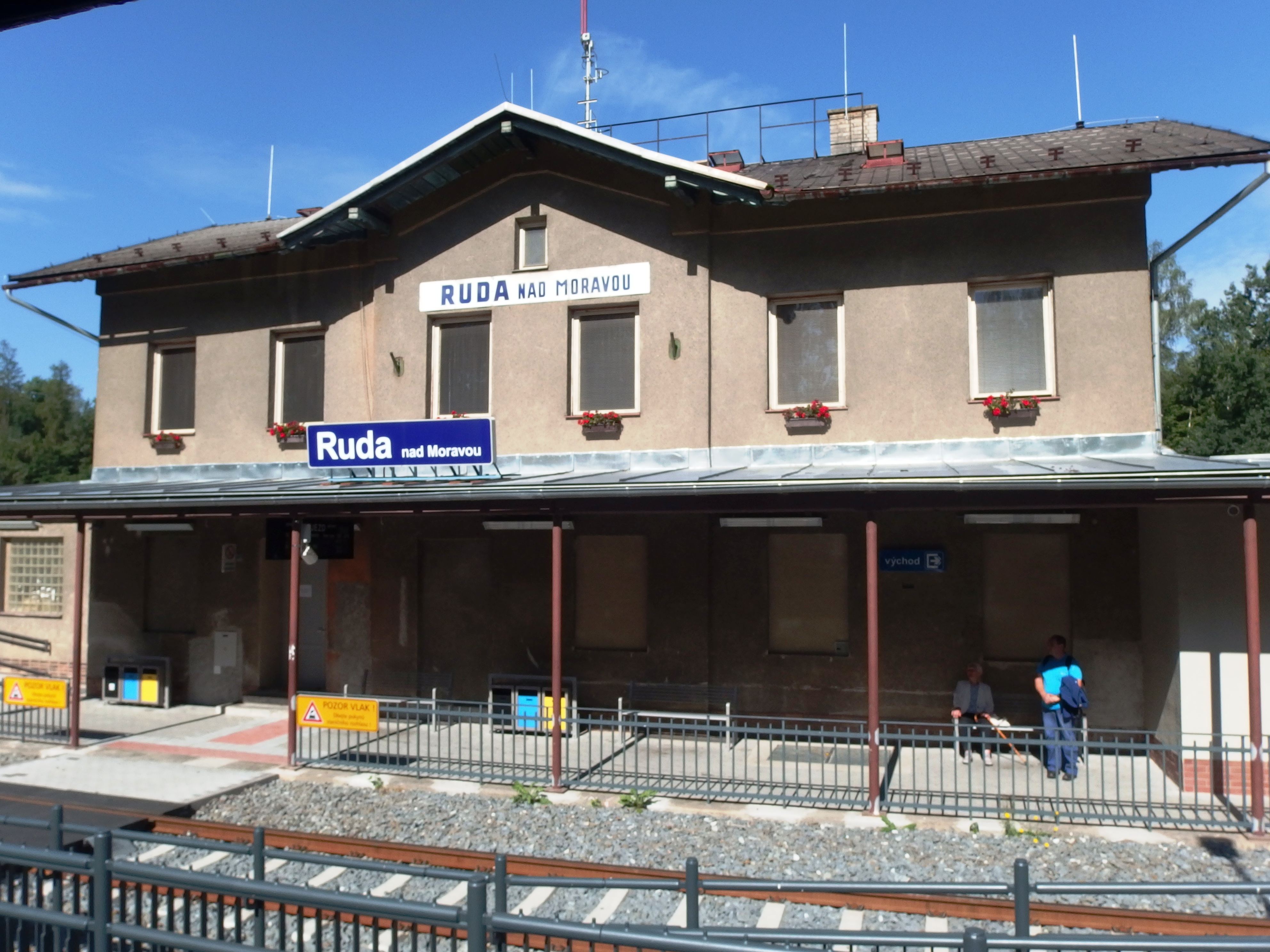
Ruda nad Moravou
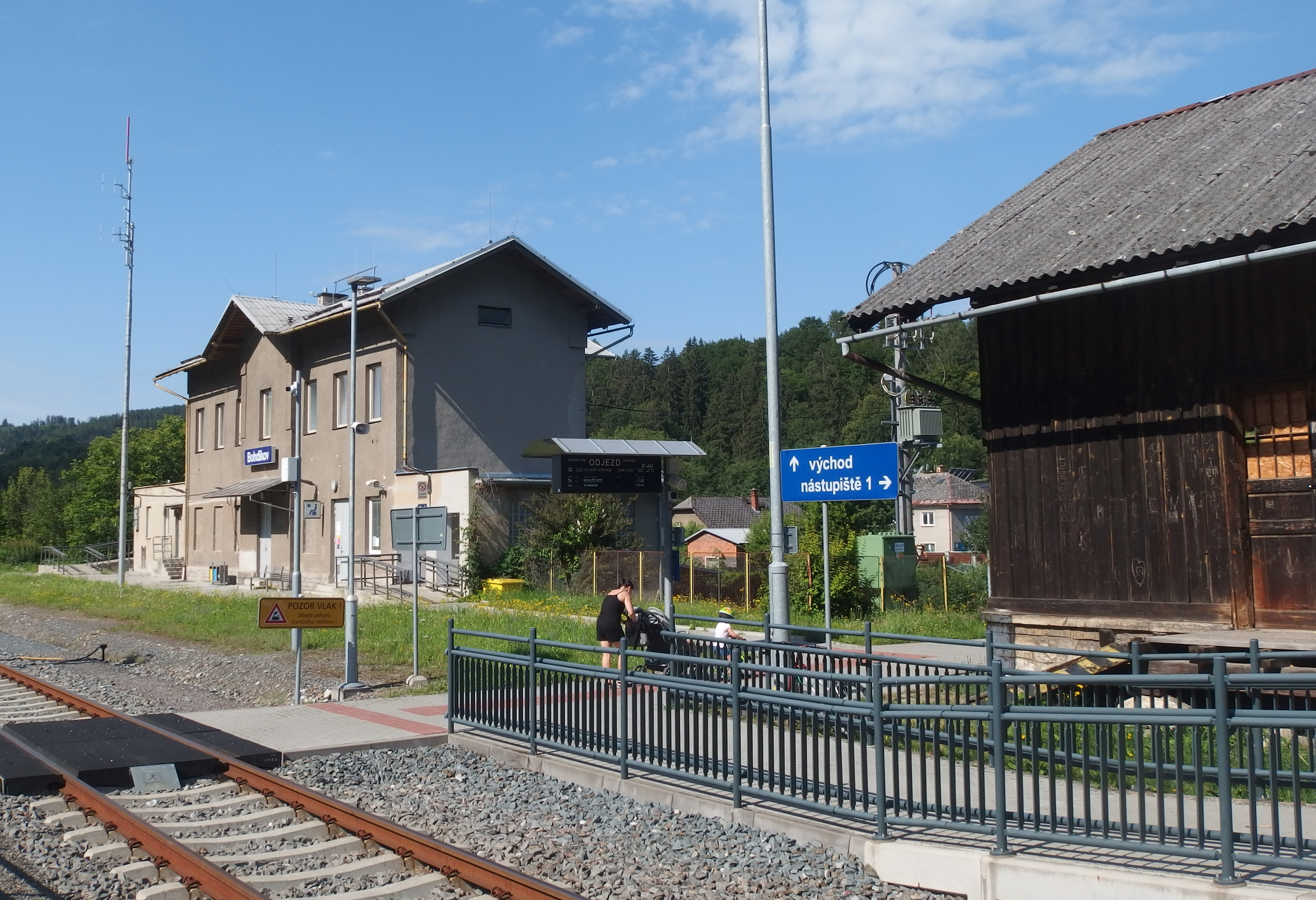
Bohdíkov
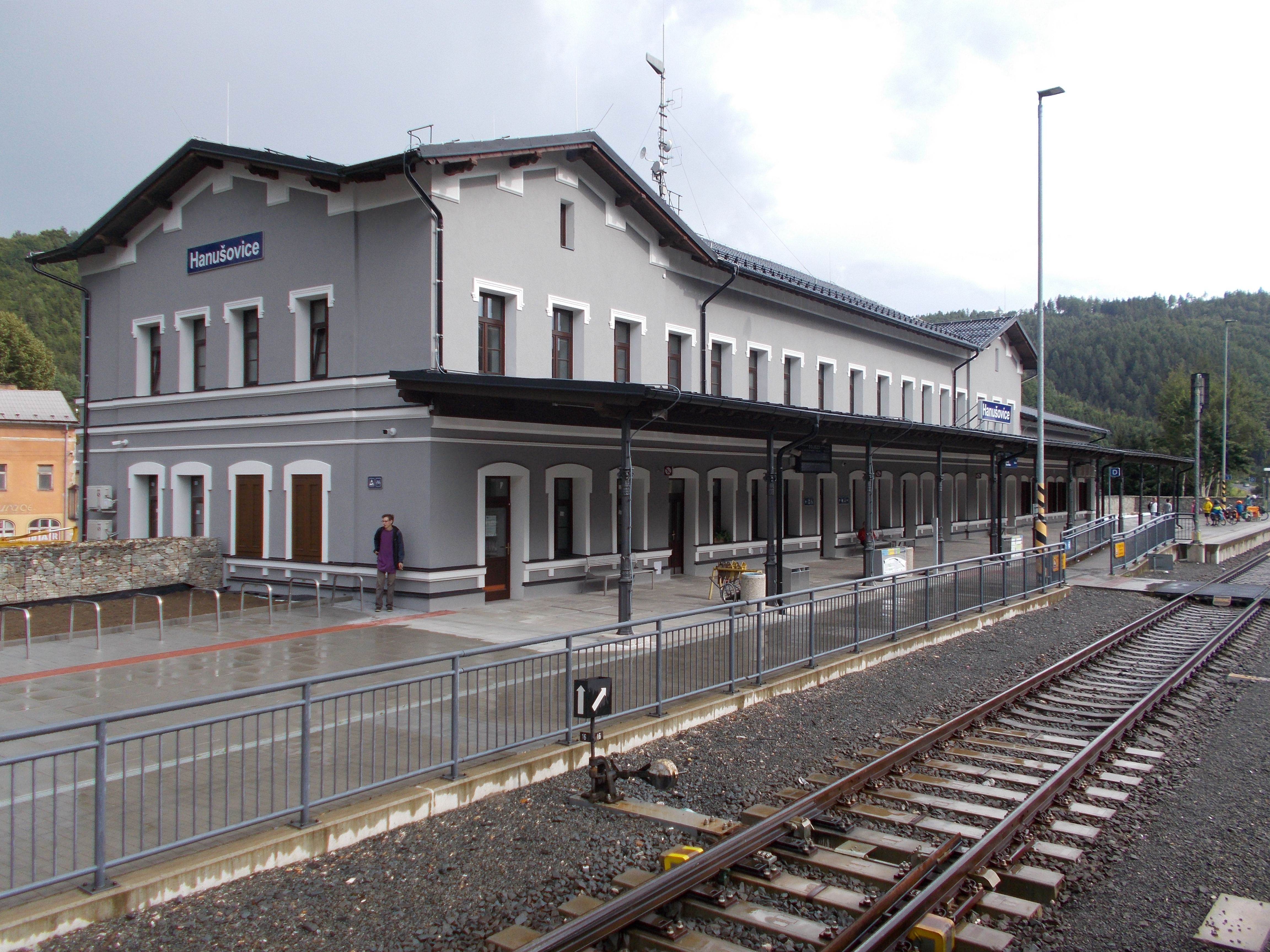
Hanušovice
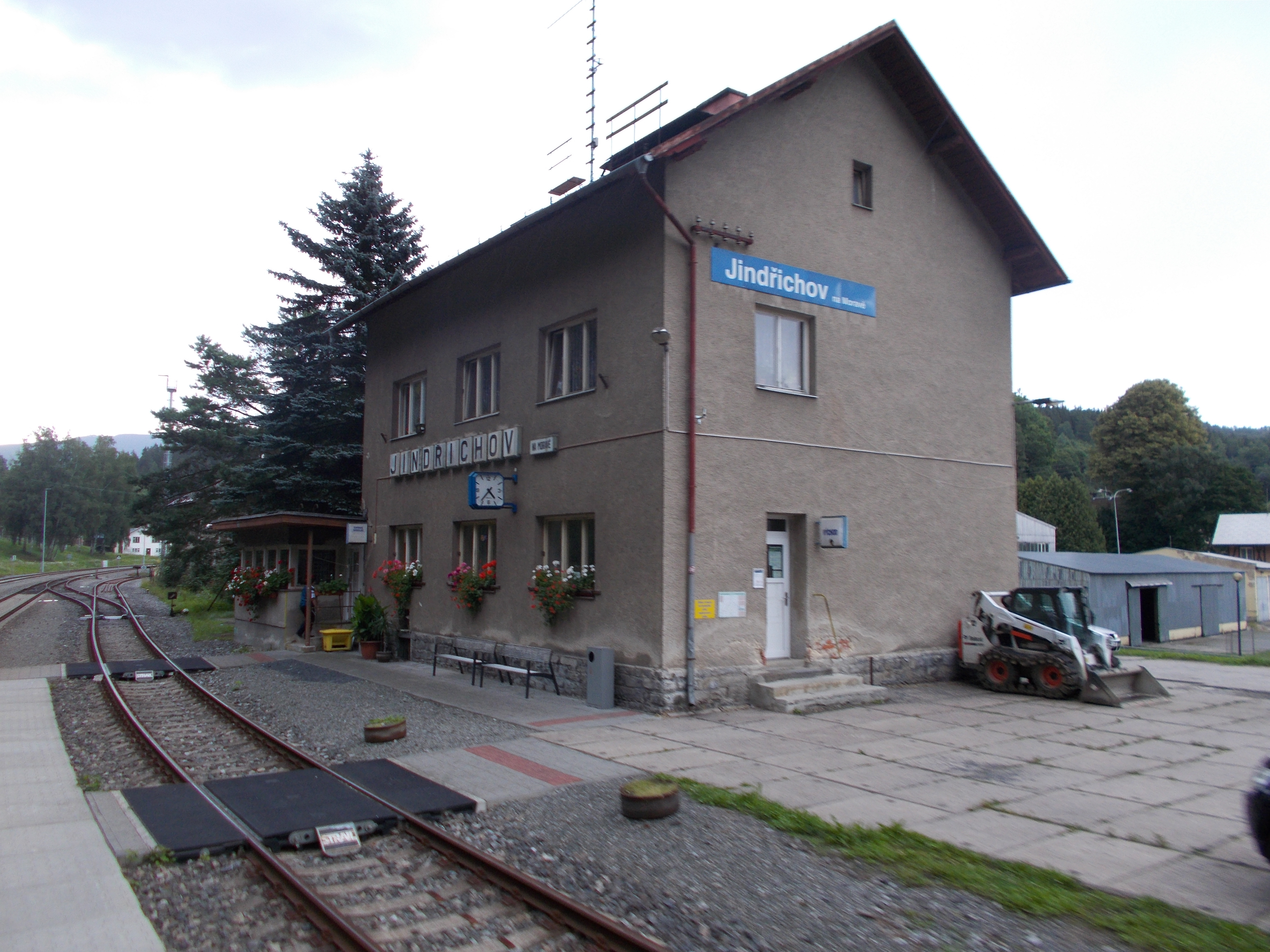
Jindřichov na Moravě
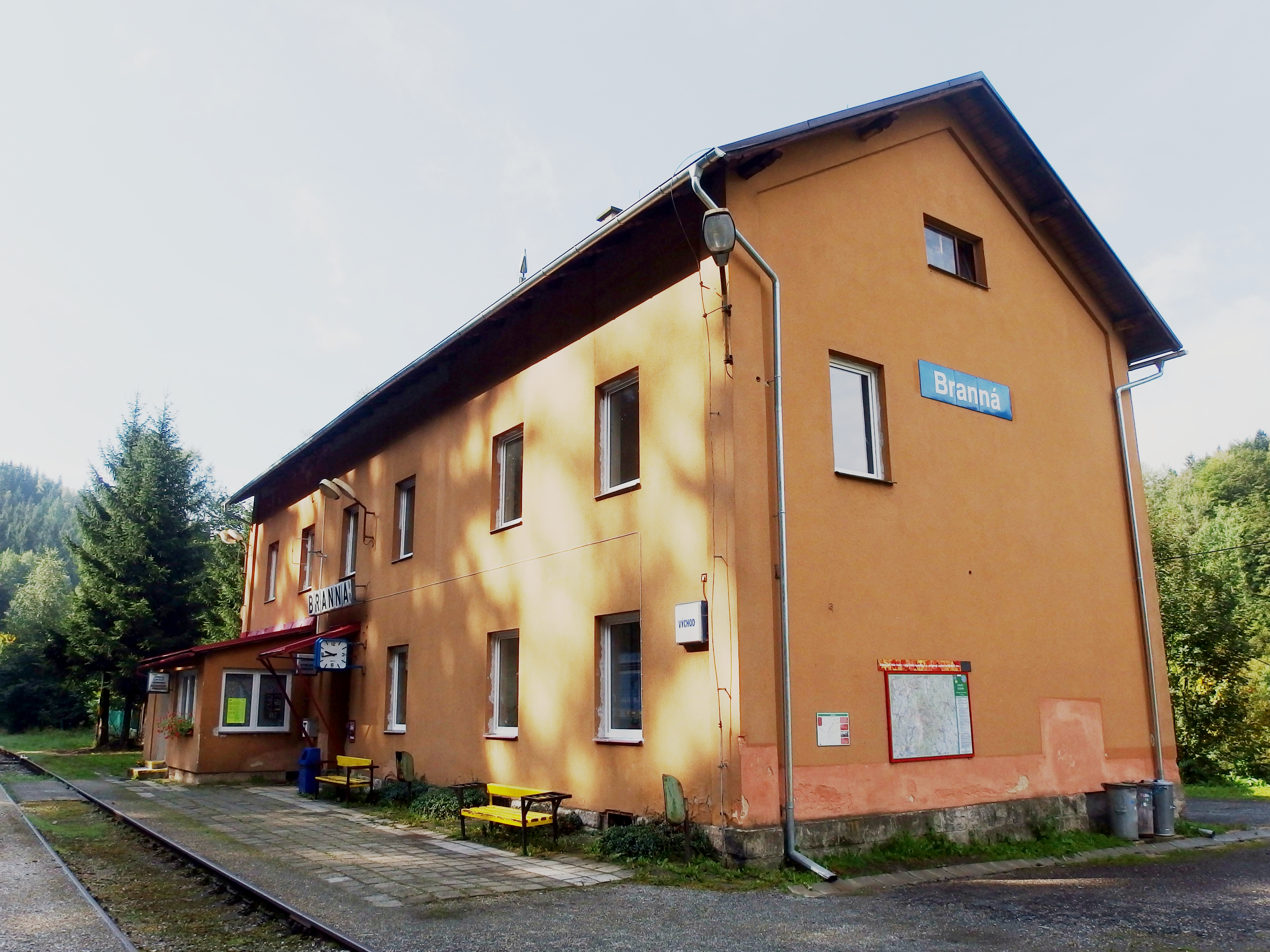
Branná
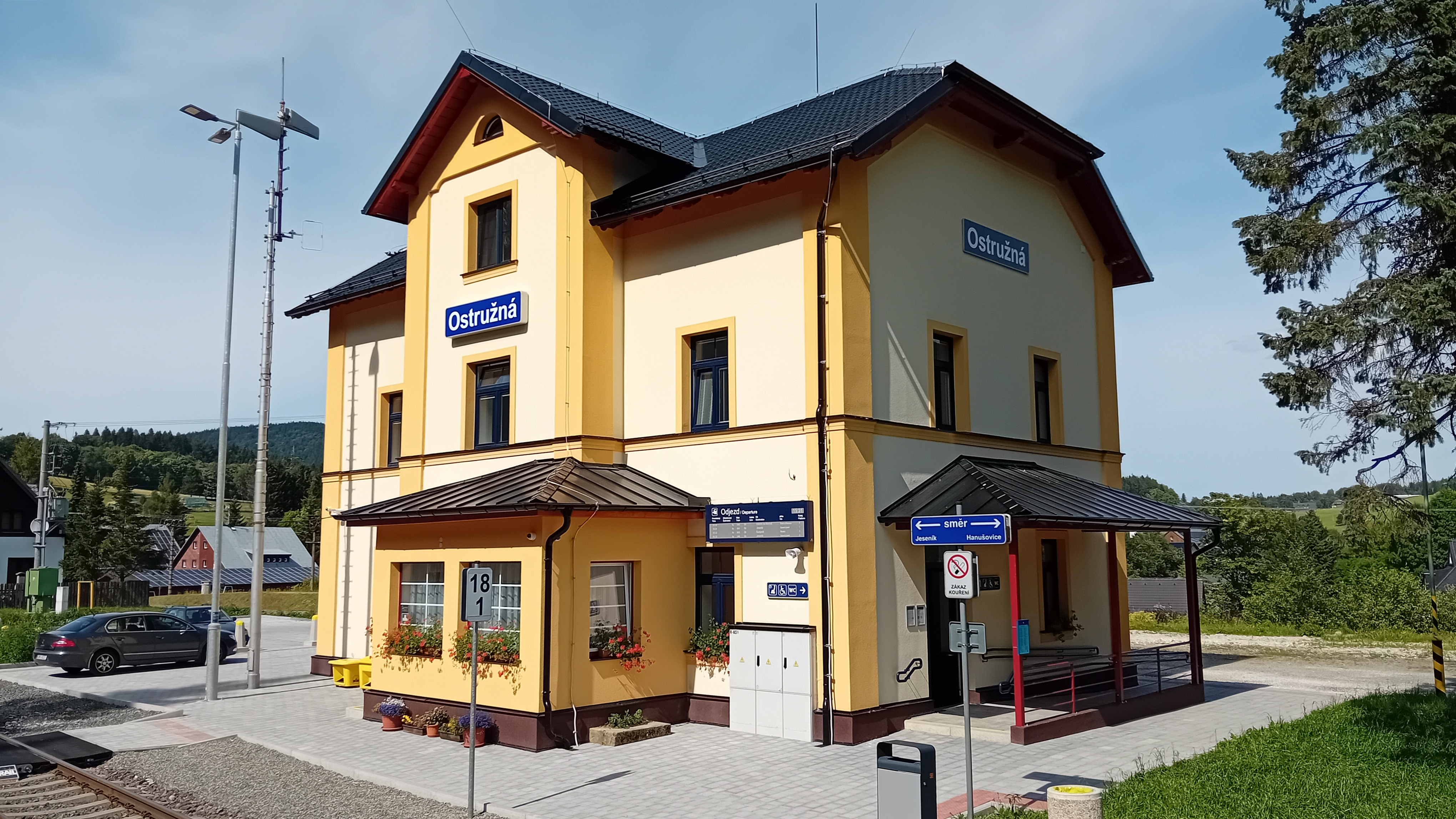
Ostružná
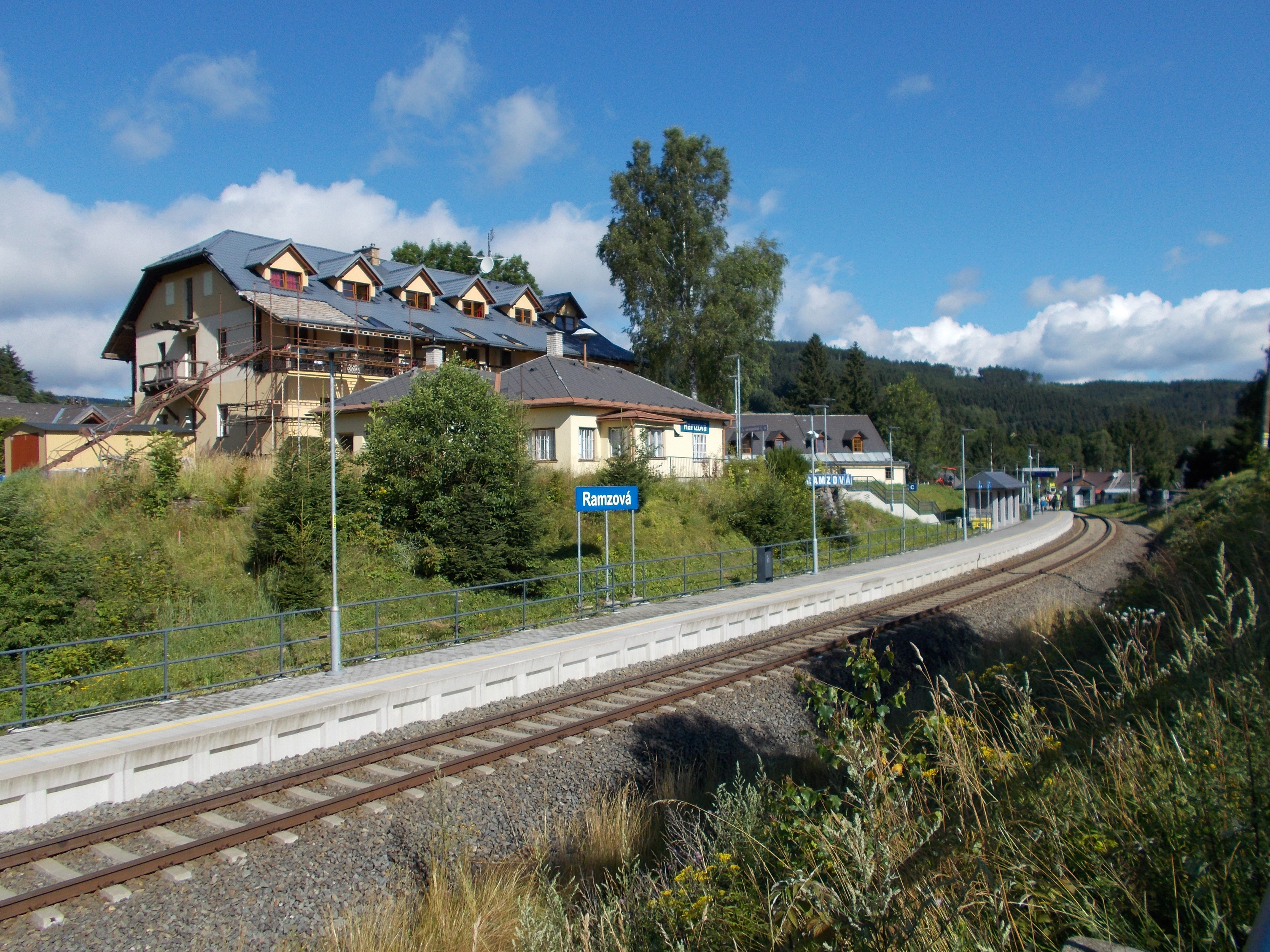
Ramzová
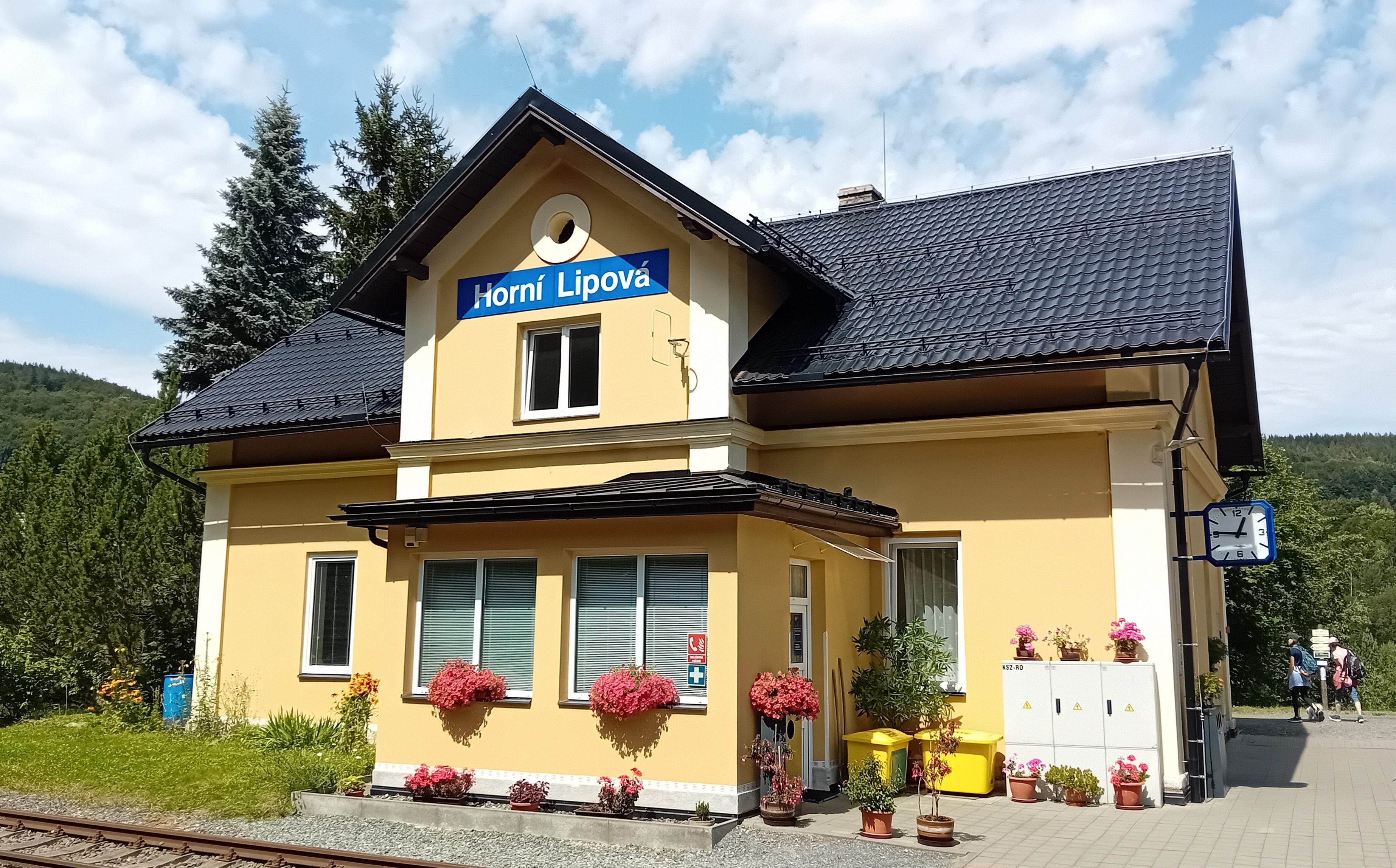
Horní Lipová
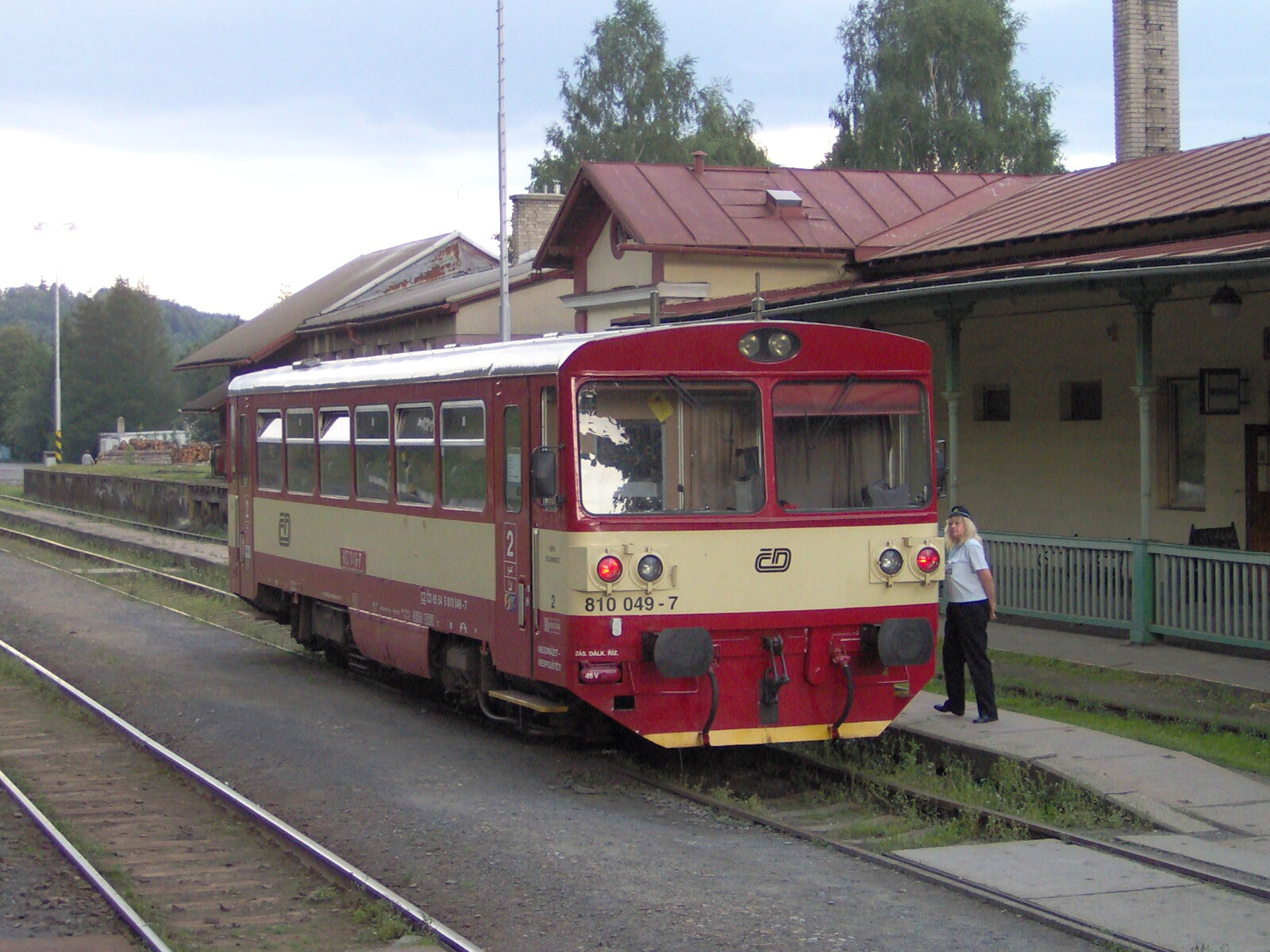
Lipová-Lázně
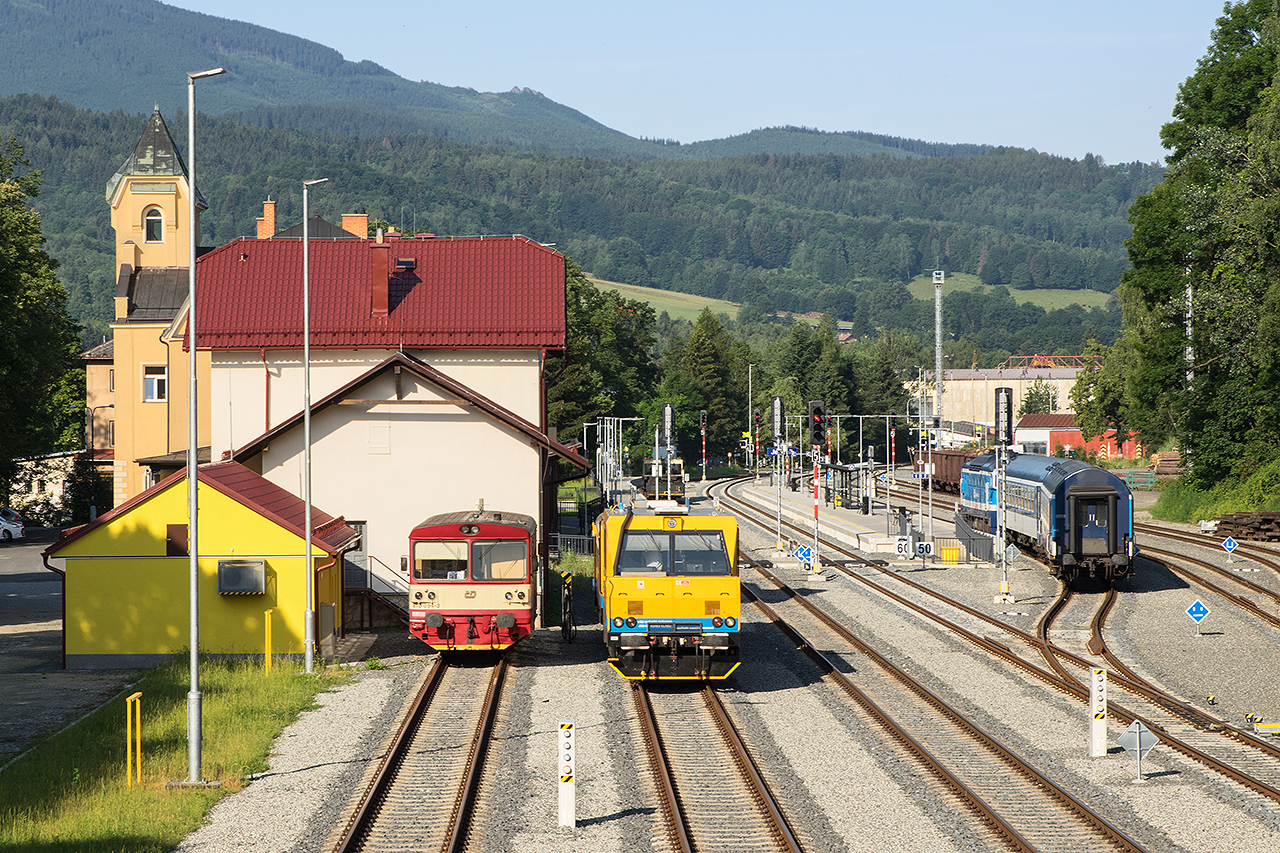
Jeseník
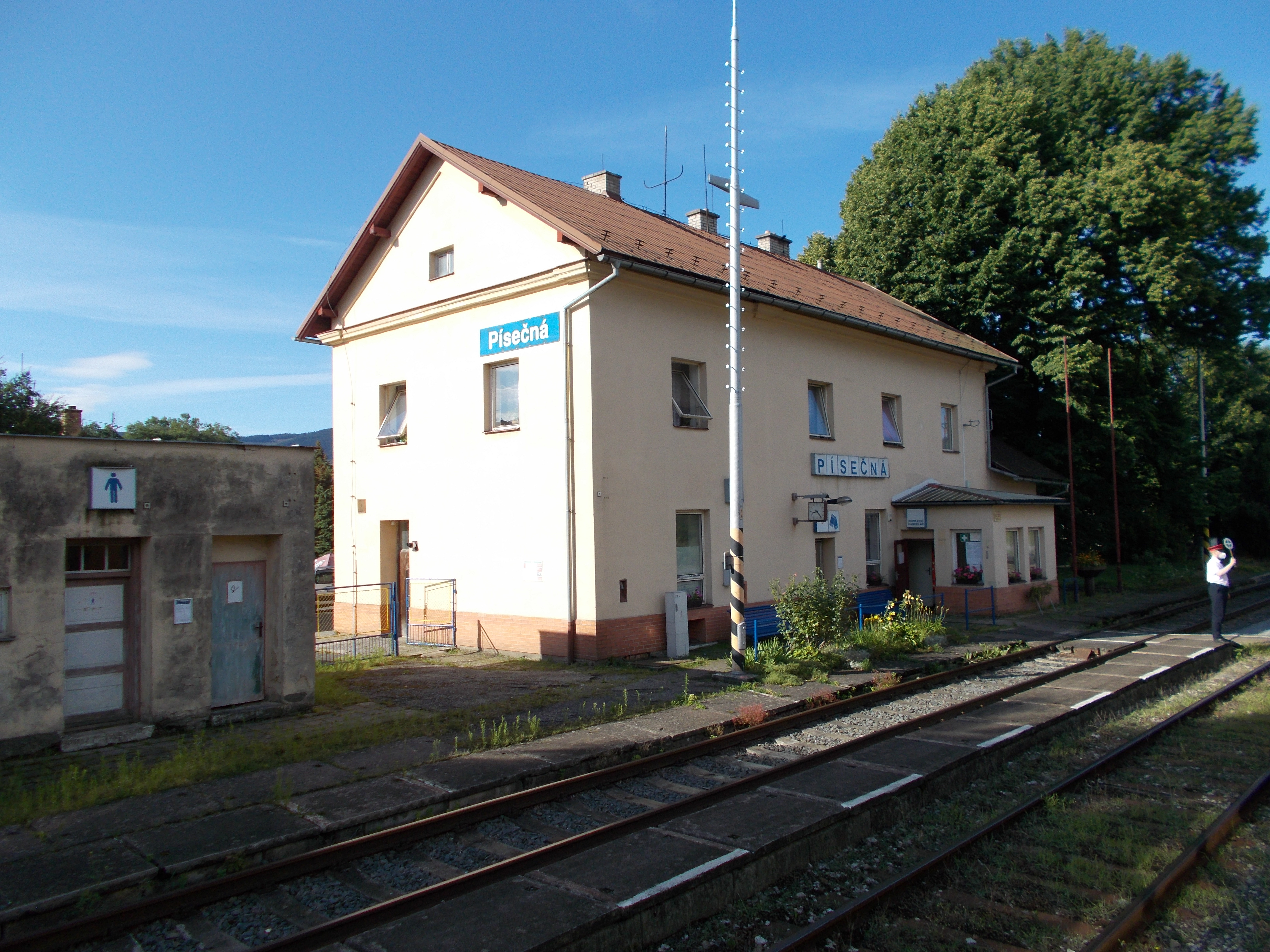
Písečná
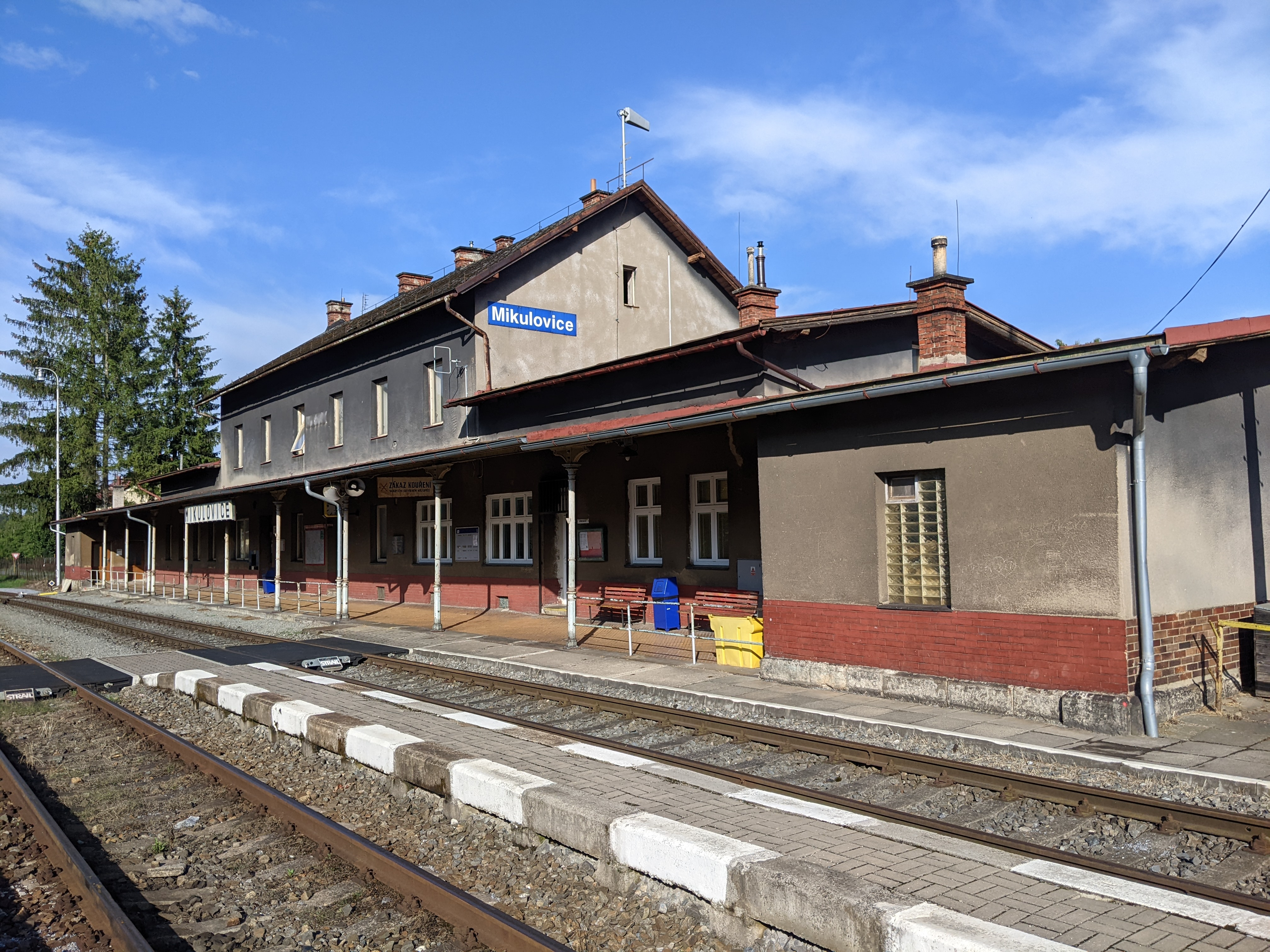
Mikulovice
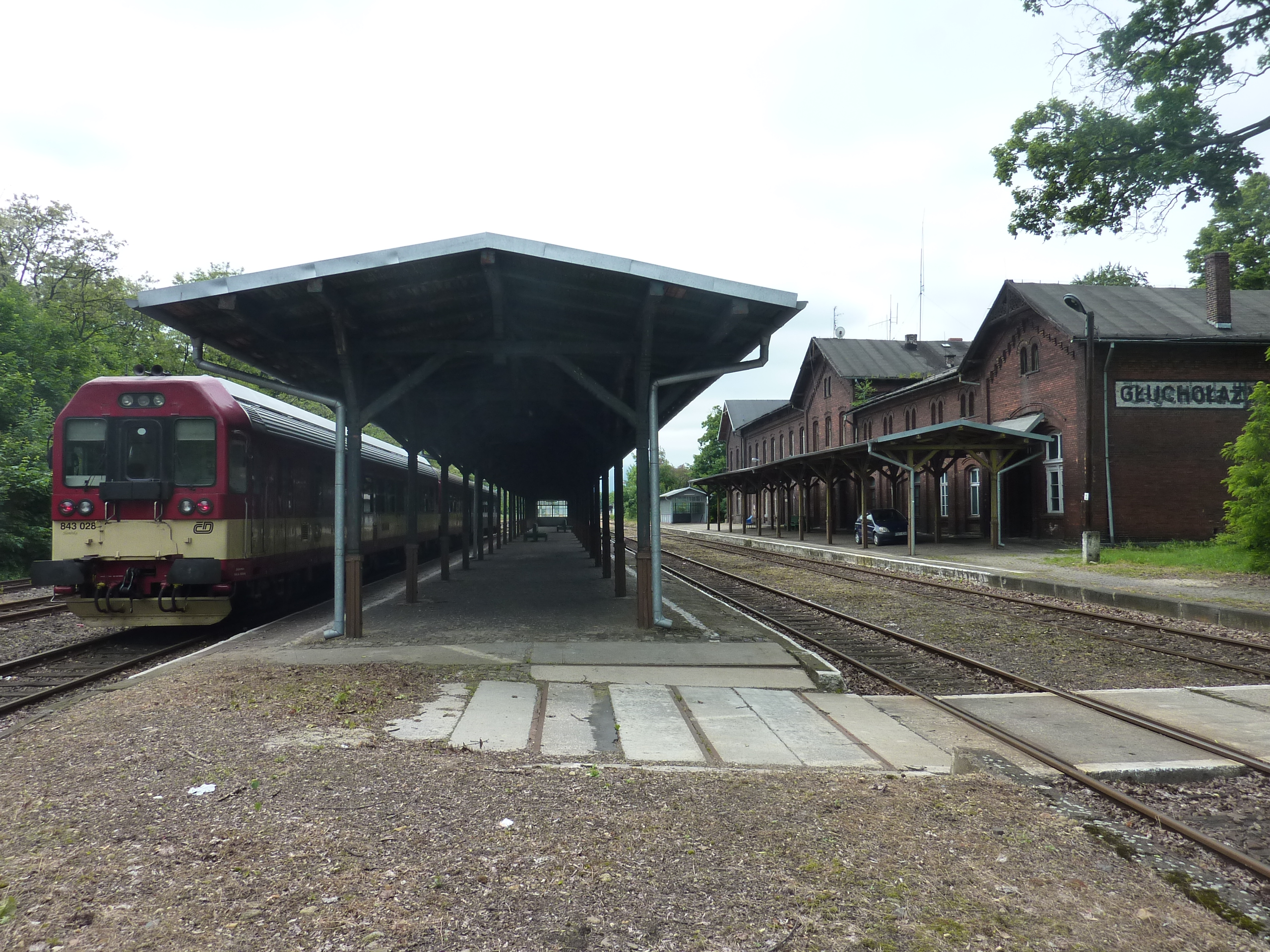
Głuchołazy
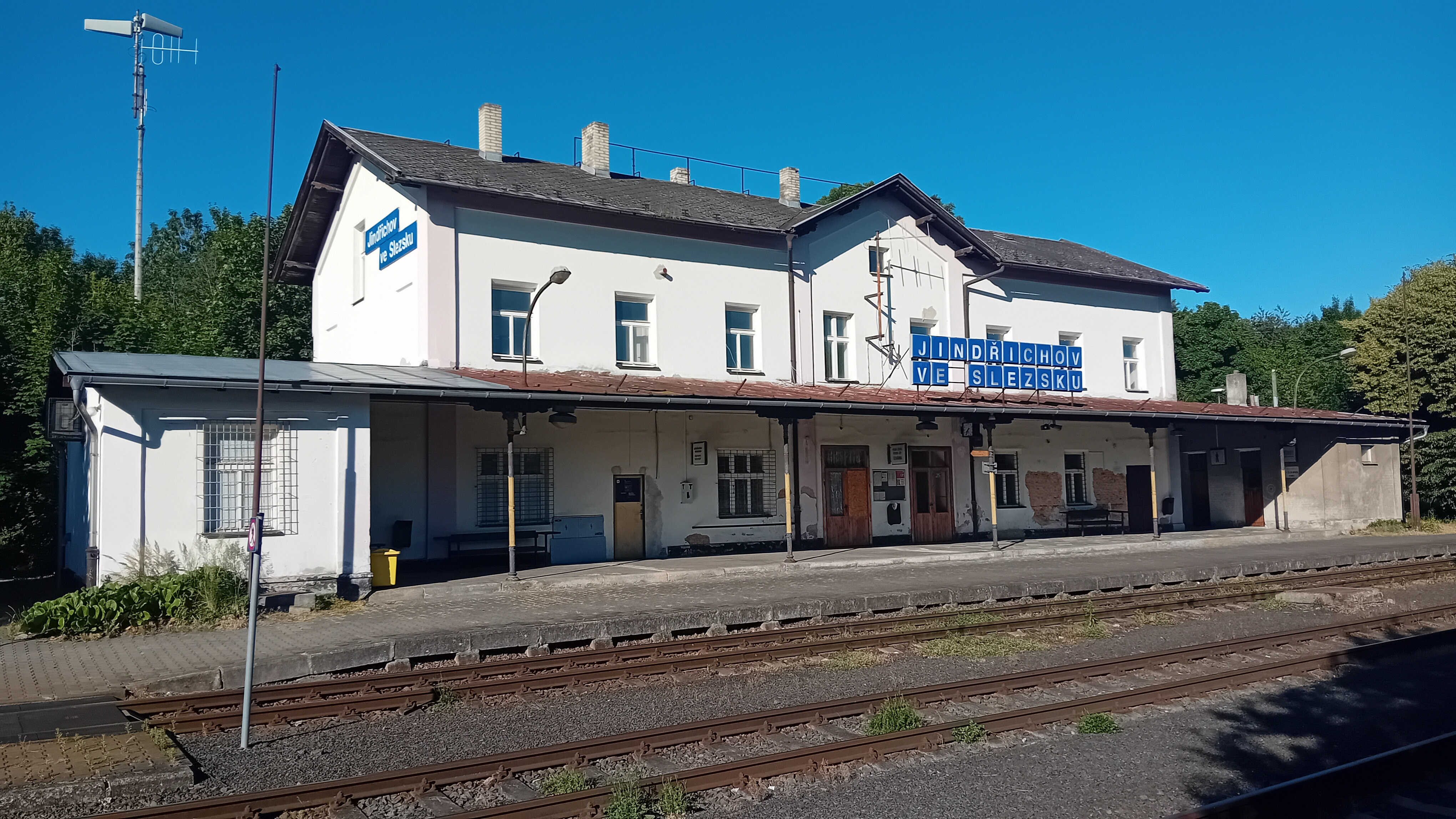
Jindřichov ve Slezsku
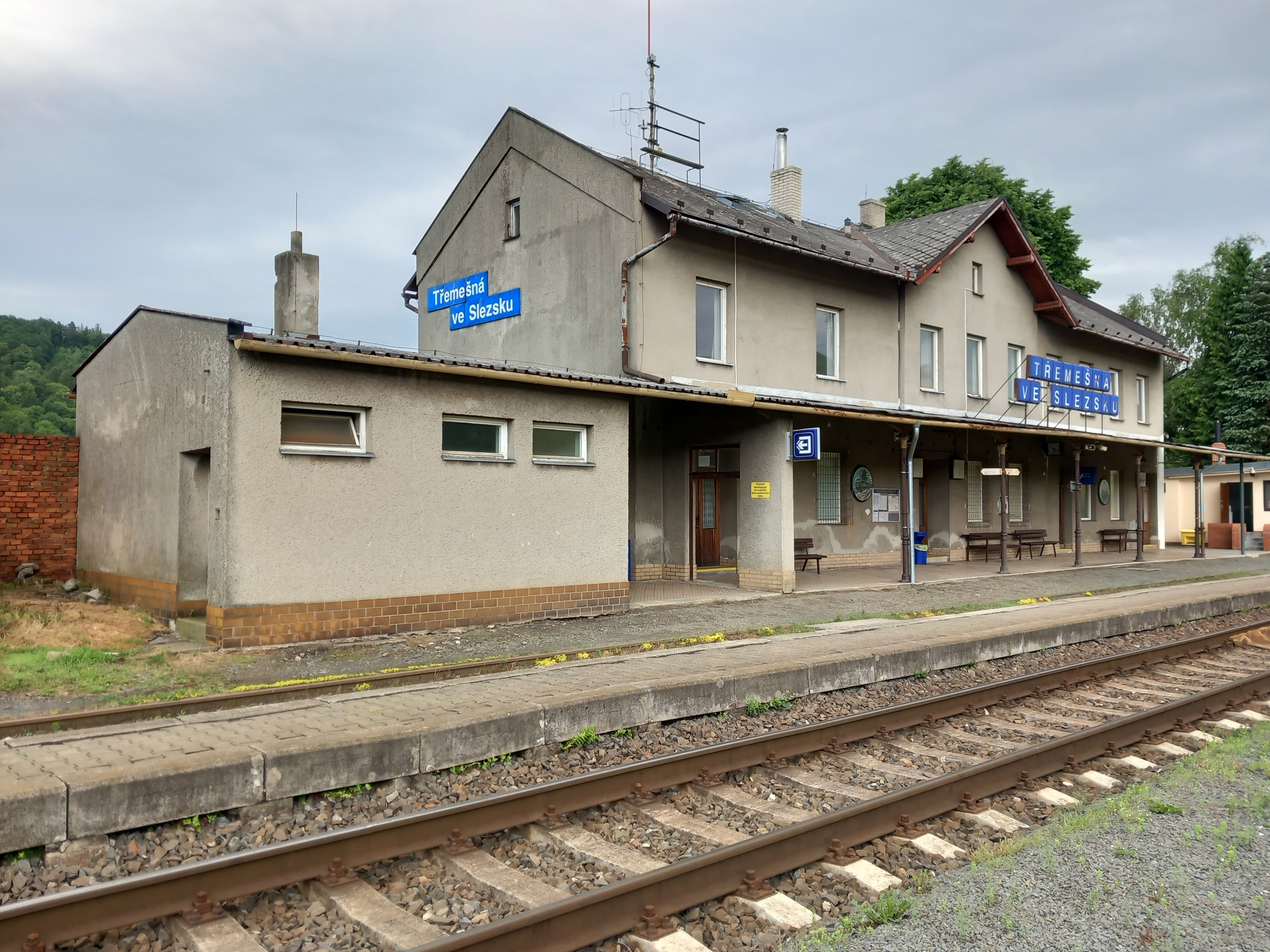
Třemešná ve Slezsku
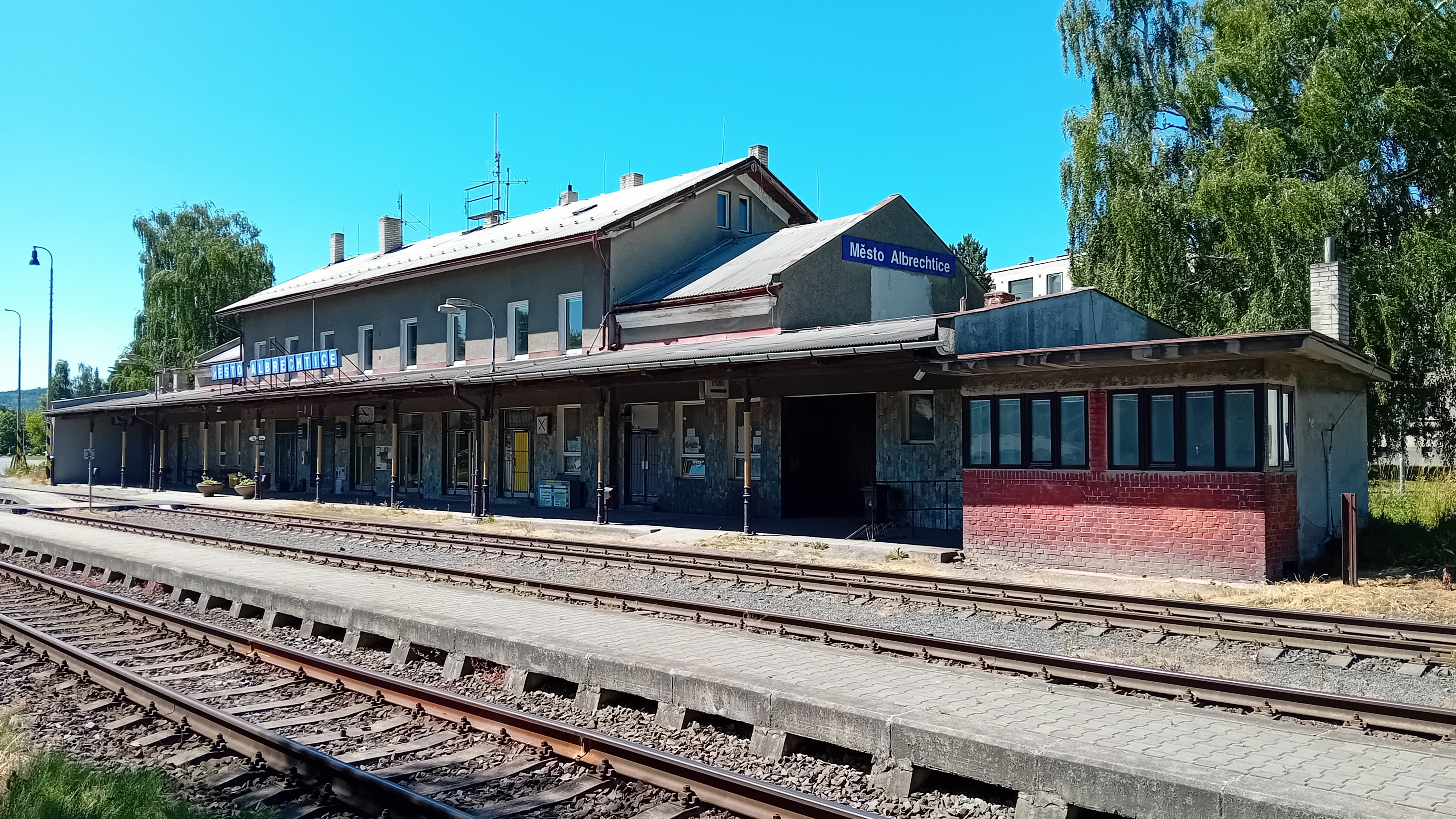
Město Albrechtice
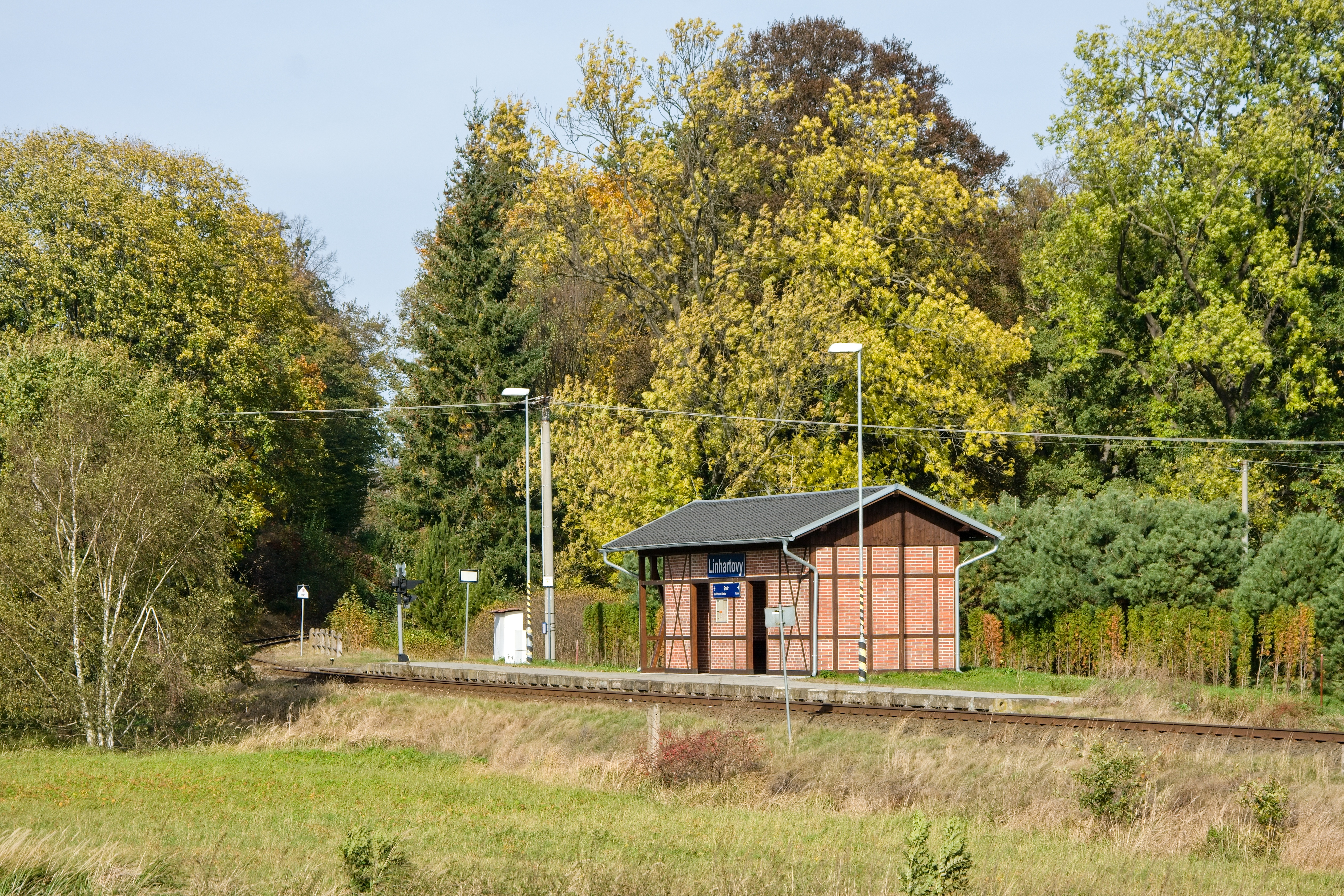
Linhartovy
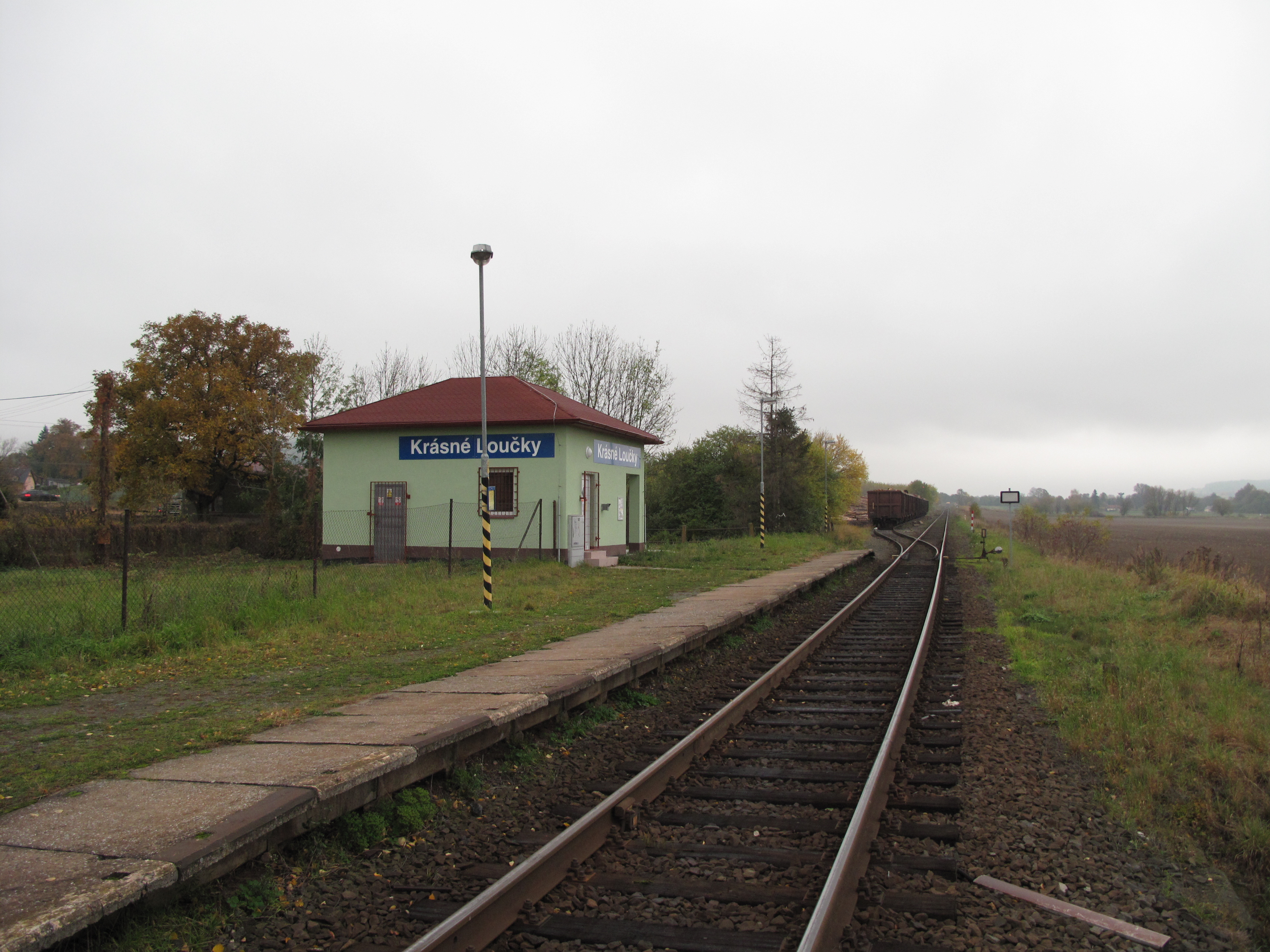
Krásné Loučky
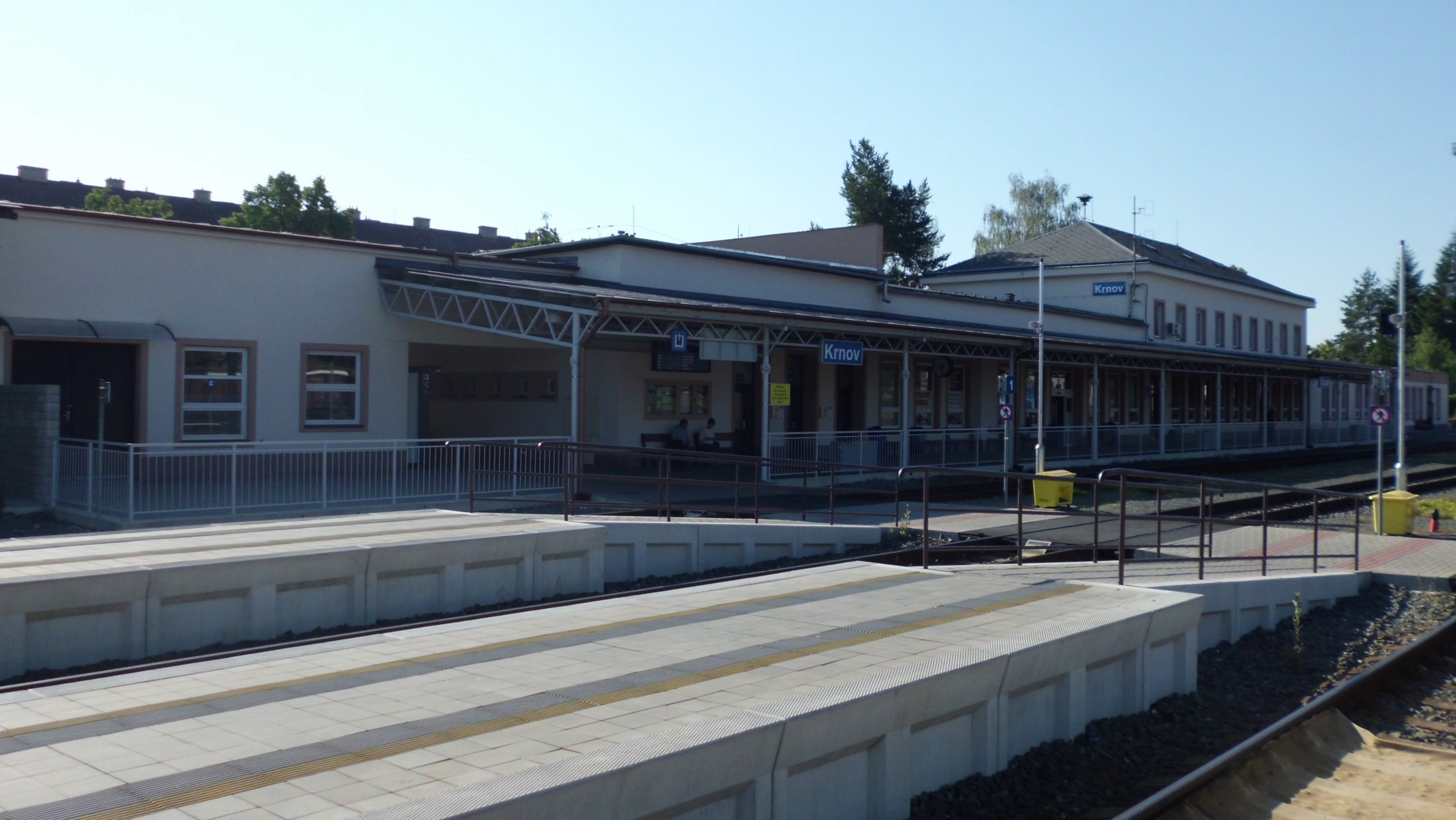
Krnov

## Historie
Po obsazení Sudet Německem byla v 1. polovině 40. let 20. století postavena propojovací kolej mezi železniční tratí Šumperk–Krnov a železniční tratí Olomouc–Opava, která vedla podél dnešní krnovské zahrádkářské osady Úsvit a která křižovala železniční trať Racibórz–Krnov . Propojovací kolej byla v padesátých letech 20. století vytrhána.

## Polské značení

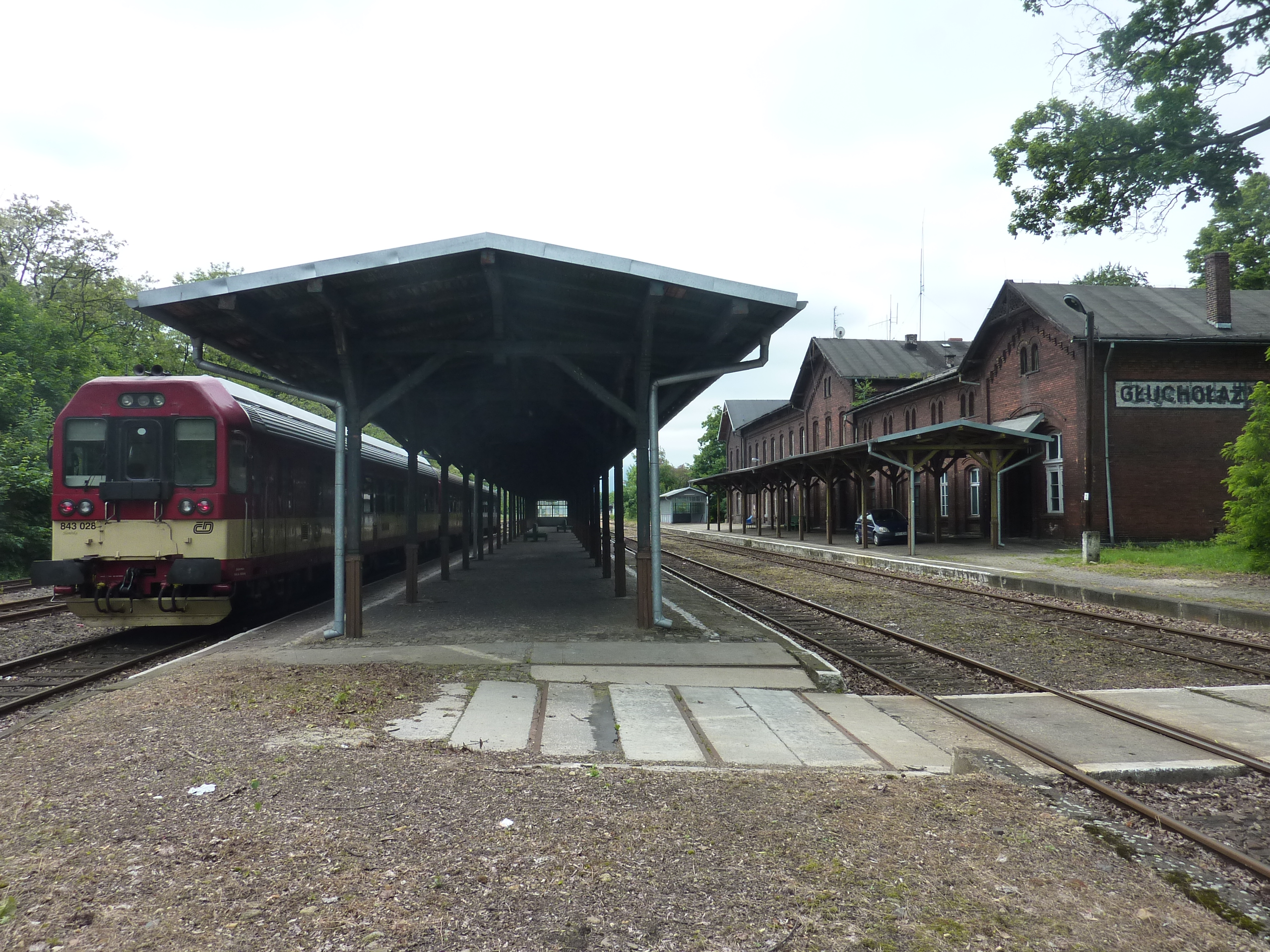
Vlak Českých drah stojící ve stanici Głuchołazy na peážní části trati (2011)

- Úsek Mikulovice–Głuchołazy je dle polského značení Linia kolejowa nr 343.
- Úsek Głuchołazy–Krnov (a dříve dále do železniční stanice Głubczyce) je dle polského značení Linia kolejowa nr 333.

## Osobní doprava
Na celé trati jsou dopravcem pravidelných vlaků České dráhy.

### Úsek Šumperk/Zábřeh na Moravě - Bludov - Jeseník
V tomto úseku provozují ČD spěšné a osobní vlaky. Spěšné vlaky které, jsou taženy lokomotivou 750.7 složeny z vozů Bdtee276 , Bd264, Bee273 a Bdt280, které se odpojují v Zábřehu z rychlíků linky R12 Brno - Šumperk. Osobní vlaky jezdí ze Šumperka a jsou vedeny motorovou jednotkou 848 nebo motorovým vozem 810.

### Úsek Jeseník - Głuchołazy - Jindřichov ve Slezsku
Na tomto úseku je provoz nejřidší, v provozu jsou pouze 4 páry spěšných vlaků Krnov - Jeseník (1 pár pokračuje až z/do Lipové Lázní, z/do Krnova jako rychlík linky R27 do Ostravy) o víkendu doplněny o 1 pár osobních vlaků pokračující z/do Zlatých Hor. Spěšné vlaky jsou vedeny motorovou jednotkou 814, osobní vlaky motorovým vozem 810.

### Úsek Jindřichov ve Slezsku - Krnov
Kromě výše zmíněných spěšných vlaků jsou v provozu osobní vlaky vedené motorovým vozem 811, většinou sólo, někdy s přípojným vozem BDtax782. V IDS ODIS jsou Os i Sp vlaky značeny jako linka S15.